# Cratera de Vargeão
A Cratera de Vargeão é uma região que se formou através do impacto de um meteorito no município de Vargeão, estado de Santa Catarina, Brasil, em rochas da Bacia do Paraná. A região encontra-se parcialmente erodida pelas intempéries naturais, tem aproximadamente 12 km de diâmetro e é ocupada por fazendas. A sua datação é estimada como no máximo 60 ou 50 milhões de anos. A cidade de Vargeão situa-se numa altitude aproximada de 1.000 metros enquanto a base da cratera situa-se numa altitude média de 800 metros em relação ao nível do mar, havendo um desnível médio de 225 metros entre a base e as bordas da cratera. Formações rochosas do arenito Botucatu, que deveriam estar a 700 metros de profundidade no solo, afloram na superfície.
A cratera de Vargeão é objeto do livro infantil "O Meu Meteoro de Estimação", de Eduardo Sens, com ilustrações de Helton Mattei, publicado em 2017.

## Descobrimento
Em 1978 os geólogos brasileiros A. Paiva Filho, C.A.V. Andrade e L.F. Scheibe
identificaram uma estrutura circular nas imagens produzidas pelo RADAMBRASIL. Na década de 1980 E. Barbour Jr. e W.A.G. Correa estudaram a formação em detalhes no contexto de uma possível existência de petróleo e gás, abordando uma hipótese de natureza vulcânica/tectônica para a formação. Em 1982, A. P. Crósta e A. Paiva Filho identificaram a formação como de origem de um impacto de meteorito. Formações de quartzo de impacto foram identificadas por M. V. Coutinho em 1987, e a ocorrência de vidro maskelynite foi reportado por J. Hachiro e outros em 1993.